# St. Nikolaus (Konz)

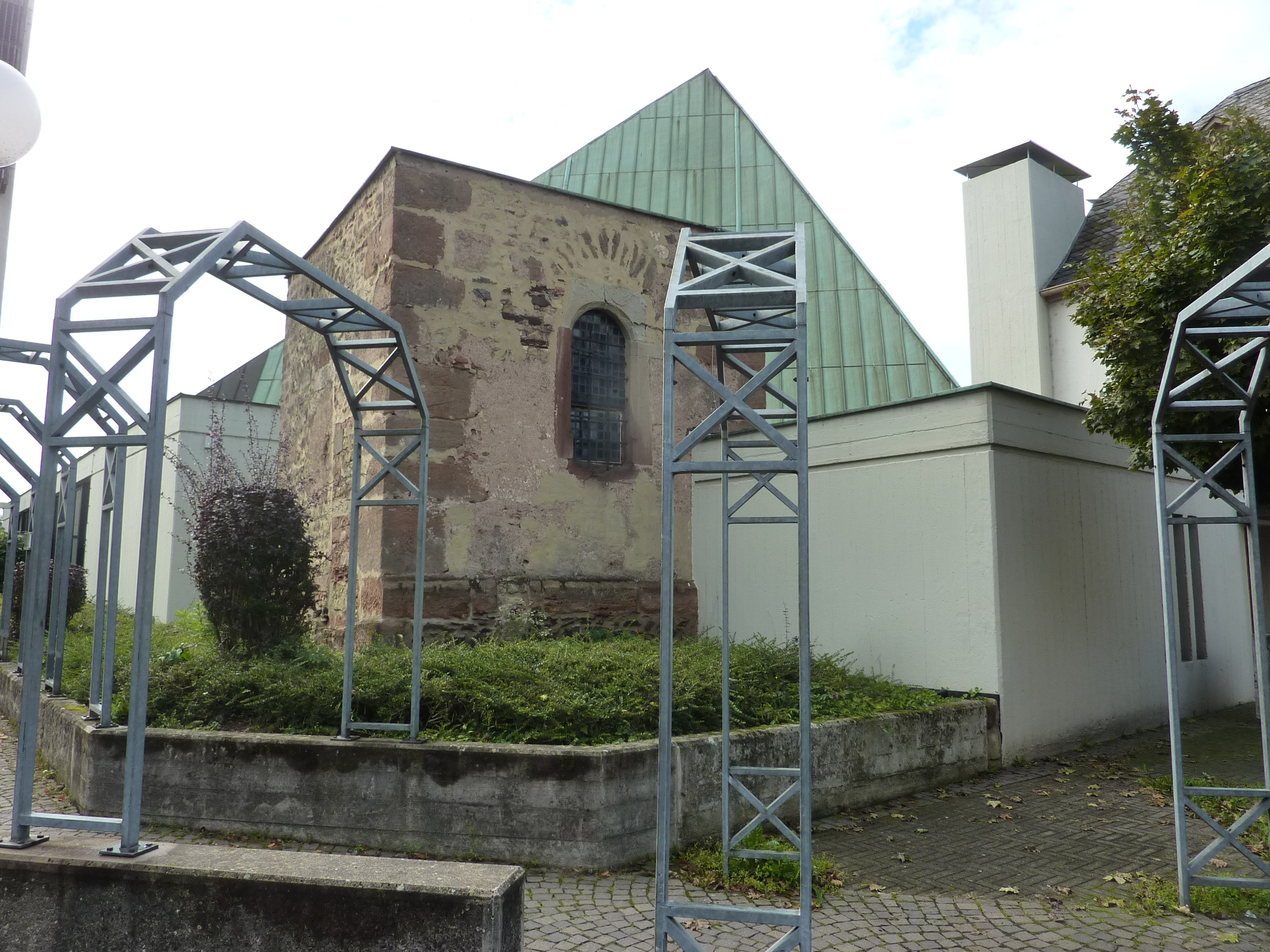
St. Nikolaus, Blick zum alten Chorturm

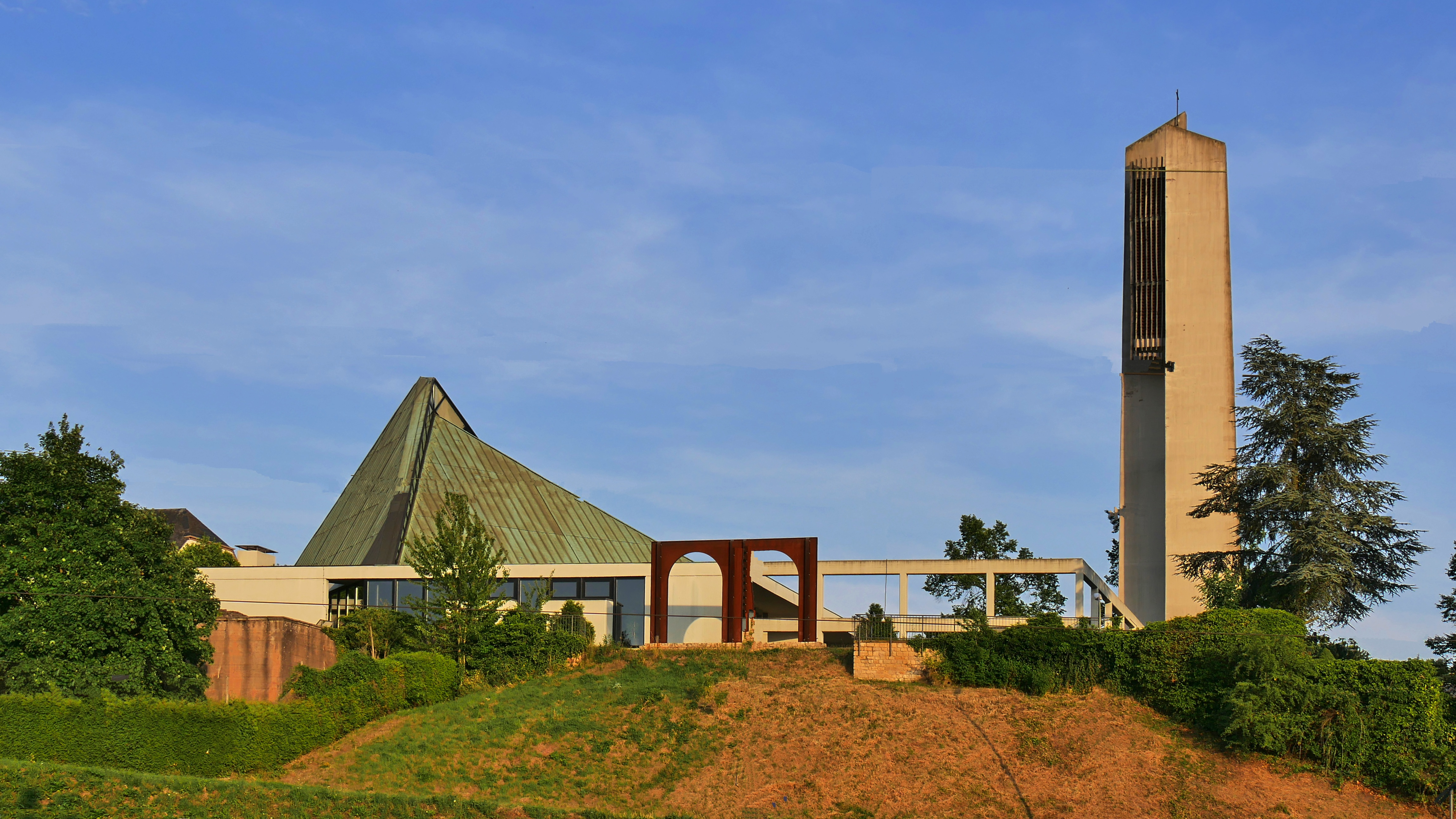
St. Nikolaus mit neuem Turm vom Bahnhof aus gesehen

St. Nikolaus ist die römisch-katholische Pfarrkirche von Konz (Landkreis Trier-Saarburg) in Rheinland-Pfalz.

## Geschichte
Das Patronatsrecht über die Kirche in Konz besaß 1323 der Erzbischof von Trier, um 1330 wurde sie in der Taxa generalis erwähnt. 1650 erhielt die Kirche ein neues Langhaus, 1725 ordnete die bischöfliche Behörde einen Wiederaufbau der Kirche an. 1873 erfolgte ein Neubau des Langhauses und Chores unter Beibehaltung des gotischen Chorturmes aus dem 15. Jahrhundert nach Plänen des luxemburgischen Staatsarchitekten Arendt. Der alte dreigeschossige Turm stand nun hinter dem neuen Chorraum. Der Turm wurde 1903 um ein Geschoss erhöht. Der frühere Chorraum im Turm besitzt ein Kreuzgewölbe mit hohen Hohlkehlrippen. Der Schlussstein zeigt das Wappen des Erzbischofs Johann II. von Baden (1456–1503).
1959 bis 1961 wurde die Kirche St. Nikolaus nach Plänen des Schweizer Architekten Hermann Baur als „Zelt Gottes unter den Menschen“ neu errichtet. Das Untergeschoss des gotischen Chorturms befindet sich als Seitenkapelle im südöstlichen Winkel des neuen Gotteshauses. Unter dem Gottesdienstsaal befindet sich eine Krypta mit Ruinen der römischen Kaiservilla von Konz, auf deren Überresten die Pfarrkirche teilweise steht.